# Charlottenburger SV Olympia 1897
Der Charlottenburger SV Olympia 1897 ist ein deutscher Fußballverein aus Berlin. Heimstätte des Clubs ist der Sportplatz Westend, der 3.000 Zuschauern Platz bietet. Der CSV Olympia trat, im Gegensatz zu anderen Charlottenburger Vereinen wie Hellas-Nordwest Berlin, SC Westend 1901 oder Tennis Borussia Berlin, nur kurzzeitig in West-Berlin, seinerzeit unter dem Namen des Vorgängervereins SC des Westens, höherklassig in Erscheinung.

## Verein
Der CSV Olympia 97 wurde im Jahr 1897 unter der Bezeichnung SC des Westens 1897 Berlin gegründet, dem bereits 1902 der Charlottenburger FC Triton 1898 beitrat. Bis 1945 fusionierte der Club mit dem Westender FuCC 1896 (1912) sowie dem Charlottenburger SC Sparta 08 (1933) zur Westlichen Spielvereinigung 1897 Berlin.
Auf sportlicher Ebene trat der Club in der Meisterschaft des Märkischen Fußball-Bundes an. Größter Erfolg war der Gewinn der Vizemeisterschaft in der Spielzeit 1908/09. Nach mehrmaliger Verlängerung und insgesamt drei Stunden Spielzeit setzte sich der FC Tasmania 1900 Rixdorf knapp mit 4:3 gegen den SC des Westens 1897 durch. Bis Kriegsende trat der im Anschluss im Verband Brandenburgischer Ballspielvereine agierende Verein nicht mehr in Erscheinung, etwaige Teilnahmen an der Gauliga Berlin-Brandenburg fanden nicht statt.
1945 wurde der Club aufgelöst und als SG Spandauer Berg neu gegründet. Die Sportgruppe spielte nicht in der Meisterschaft der Berliner Stadtliga, agierte abermals nur unterklassig. Ab 1949 trat der Club wieder unter seinem historischen Namen SC des Westens an. Nach einer längeren unterklassigen Periode erfolgte 1971 erstmals der Aufstieg in die Amateurliga Berlin. In der Auftaktsaison konnte der SC des Westens im Abstiegskampf die Mannschaften des BFC Nordstern, Normannia 08 sowie die Neuköllner Sportfreunde hinter sich lassen, der erneute Klassenerhalt scheiterte im Folgejahr jedoch knapp am VfB Neukölln.
1979 fusionierte der Club mit der DJK Charlottenburg zum Charlottenburger SV 1897. Höherklassig sollte der Verein in West-Berlin nicht mehr spielen. 1992 erfolgte mit dem BFC Olympia 1953 erneut ein Zusammenschluss. 2022 schloss sich der Verein mit dem 1. FC Afrisko zum neu entstandenen CSV Afrisko zusammen und spielt derzeit in der Berliner Kreisliga.

## Statistik
- Vizemeisterschaft des Märkischen Fußball-Bundes: 1908/09
- Teilnahme Amateurliga Berlin: 1971/72, 1972/73